# 天演論 (專輯)
《天演論》是香港歌手盧巧音的第13張個人音樂專輯，於2005年6月14日推出。《天演論》是取指赫胥黎的演化論與倫理學一書的節譯本為題。。專輯的中心思想探討人類文明、末日、死亡和戰爭等課題，有人把此唱片比作二十一世紀的《野花》，亦有評論認為這張專輯是多位填詞人合作製作概念專輯的經典之作。

## 簡介
盧巧音的這張專輯不像過去的作品耗资上百万元打造，她選擇回归自己成名前的状态，从构思到创作、制作、录音、封面设计，皆由自己独立完成。专辑中的12首歌曲多數由自己作曲，作詞則由包括周耀輝、林夕、喬靖夫和藍奕邦等填詞人合力完成，有評論認為此張專輯的歌詞「筆風多元然而概念有紀律地統一」，是多位填詞人合作概念專輯的經典之作。
《天演論》以佛教作為主题，包含拉丁、印度舞曲、流行民謠和英伦吉他摇滚等元素，探討宗教和死亡等理念，如：《阿修罗树海》、《隔岸观音》、《一念天堂》、《送魂经》等曲。《阿修罗树海》和《露西(3，180，000　B.C.－)》反思人类之间永无休止的鬥爭，以及人与人之间的复杂关系，亦有作品描述迷信的人们对天堂的嚮往心态。
在设计專輯封面时，卢巧音主动提出全裸上阵的構想，让自己回到「最初的状态」，她表示：“这次的唱片带有禅的味道，人一出生就是赤裸裸的。所以就有这个大胆构思，原本以为经纪人和唱片公司会反对，没想到我一提出他们马上就赞同了。”卢巧音以身上只有一些人工手繪的彩绘花纹為封面造型，彩绘耗時超过8个小时完工，加上5个小时的拍摄时间完成封面拍攝。

## 曲目
| 曲序     | 曲目                                |          | 时长  |
| -------- | ----------------------------------- | -------- | ----- |
| 1.       | 露西（3,180,000 B.C. - ）           | 周耀輝   | 3:34  |
| 2.       | 天外飛仙（作曲：梁翹柏）            | 林夕     | 3:53  |
| 3.       | 阿修羅樹海                          | 喬靖夫   | 4:28  |
| 4.       | 隔岸觀音                            | 林夕     | 5:57  |
| 5.       | 一念天堂                            | 林夕     | 3:42  |
| 6.       | 步天歌                              | 喬靖夫   | 3:57  |
| 7.       | 女書（作曲：梁翹柏）                | 周耀輝   | 3:52  |
| 8.       | 笛卡兒的長生殿                      | 周耀輝   | 3:19  |
| 9.       | 送魂經                              | 喬靖夫   | 3:29  |
| 10.      | 敵托邦的拾荒姑娘                    | 藍奕邦   | 3:14  |
| 11.      | 阿修羅樹海（國語）                  | 喬靖夫   | 4:28  |
| 12.      | 露西（3,180,000 B.C. - ）（國語版） | 周耀輝   | 3:36  |
| 总时长： | 总时长：                            | 总时长： | 47:33 |

| CD Extra | CD Extra                 | CD Extra |
| 曲序     | 曲目                     |          |
| -------- | ------------------------ | -------- |
| 1.       | 阿修羅樹海（音樂錄像帶） | 喬靖夫   |